# يوم الوتدة
يوم الوتدة ويُقَال "الوَتَدَات"على الجمع، ويقال أيضاً "ليلة الوَتَدَة" ويُقال "يوم الحَبْل" في الدهناء احد ايام العرب في الجاهلية، بين بني نهشل بن دارم من تميم وبني عامر بن صعصعة.

## المعركة
يوم الوتدة، وهي بالدهناء، وكان من حديثه أنه كان بين بني نهشل بن دارم وبين بني هلال بن عامر بن صعصعة مشافهة فقتلت بنو هلال أوفى بن قيس بن عمرو بن قطن بن نهشل، قتله سمي بن زياد بن نهيك الهلالي فلما كان ليلة الوتدة أغارت بني هلال وطوائف من بني عامر على طائفة من نعم بني نهشل فأتاهم الصريخ فقال:
- استيق النعم، والدعوى يال هلال.
وكان القسم يومئذ عند المنذر بن سلمى بن جندل، فأراد أن يستقسم بها، فانتزعها الفلتان بن المنذر فقال: ولله لا أشهد اللية قسماتها عن بني هلال بن عامر.
فركب بنو نهشل في آثارهم فلم يفلت منهم غير رجل من غنى، كان فيهم نقيلا يقال له: فراس طواف؛ وقيل أواب. وقتلت بنو نهشل المشيخة الثمانين من بني هلال.
وشهد هذا اليوم ظبيان بن زياد بن نهيك بن هلال وكان قائد المعركة، وهو جد زرعة بن ضمرة الهلالي. فَقَتَلَهُ الحارث بن شمس بن فرار بن زهير بن جندل. وشهد اليوم سمي بن زياد وكان بنو نهشل تواثقوا على أن لا يرسلوا أسيراً إلا وأخذوا بالثأر.
فلما أدرك نعيم سميا صرعه فقال سميّ:
- يانعمان ابني وماية، (أي خذ ابني مكاني ومئة من الأبل)
فقال له نعمان: لا واللّه إني أرى لحيتك شبيهة بلحية أبي ملك. "أخاه أوفى بن قيس"، أنه كان يرويني من خاثر المرق، فهل أحسست بعدي أبا مالك، ثم ذبحه.
وشهد هذا اليوم طفيل الغنوي، فاستجار بعصمة بن سنان بن خالد بن منقر. قال: فأجاره فنجا يومئذ.

## في الشعر
فقال طفيل في إجارَةِ عصمةٍ له:
وقالت نائحة بني هلال:
وفي ذلك يقول الفرزدق:
وقال أيضاً:
وقال جرير: